# Amfiuma trójpalcowa
Amfiuma trójpalcowa (Amphiuma tridactylum) – gatunek płaza ogoniastego z rodziny amfiumowatych (Amphiumidae).

## Występowanie
Południowo-wschodnia część Stanów Zjednoczonych – od zachodniej Alabamy na zachód po wschodni Teksas, na północ przez Missisipi, Arkansas i zachodnią część Tennessee do południowo-wschodniego Missouri i przyległego obszaru Kentucky.

## Budowa ciała
Osiąga długość ponad 1 metra. Pokrój ciała węgorzowaty. Odnóża zakończone trzema palcami.
Ubarwienie grzbietu ciemnobrunatne, boki i brzuch jasnopopielate.

## Biologia i ekologia
Występuje w zarośniętych zbiornikach wód stojących, na bagnach, rozlewiskach itp.
Samica składa jaja na dnie zbiornika, po czym pilnuje ich silnie zwinięta nad nimi.
Tworzy krzyżówki z amfiumą dwupalcową.